# 河村秀根
河村 秀根（かわむら ひでね、享保8年10月12日（1723年11月9日） - 寛政4年6月26日（1792年8月13日））は、江戸時代中期の尾張藩士。国学者。子に、河村殷根・河村益根。

## 経歴
河村秀世の次男。はじめ尾張藩主徳川宗春の嫡男国丸に小姓として仕える。国丸没後、宗春の小姓として仕える。宗春が、将軍徳川吉宗によって謹慎させられると、秀根も非役となる。その後、謹慎の解けた宗春に再び仕え、宗春の死後、兄の河村秀穎とともに、有職故実などの研究著作を経てのち、『日本書紀』の研究をはじめる。
ち
兄・秀穎、長男・殷根の死を乗り越え、『書紀集解』の執筆を続ける。
殷根・益根兄弟も、父の研究の助手を行い、代表的は著作である『書紀集解』の出版は、ほとんどが益根の手によるものである。
墓は平和公園内の法輪寺墓域にある。戒名「葎庵秀根居士」
元名古屋市長で地域政党減税日本の代表及び政治団体日本保守党の共同代表でもある、元民主党衆議院議員の河村たかしの先祖にあたる。
また、河村秀根の先祖は相模国（現神奈川県の足柄上郡山北町）にある河村城を根城にしていた河村一族。南原の戦いで足利尊氏との戦いで滅ぼされ、残された河村氏の一族はバラバラに散り、秀根の先祖の方は後に駿河国（現静岡県）に辿り着いて暮らしていた。その後、駿河で暮らしていた、秀根の先祖の子孫は、駿河を治めていた徳川家康に誘われ、関ヶ原の戦いに東軍として参加し、その後、家康から尾張で500石～800石を与えられ、以後河村の一族は尾張藩に仕えていったとされている。

## 主な著作
- 『書紀集解』
- 『書紀類註』
- 『日本書紀聚財』